# وانغ ون بين
وانغ ون بين (مواليد أبريل 1971) هو سياسي ودبلوماسي صيني يشغل منصب المتحدث باسم وزارة الخارجية الصينية.